# Felix Waske
Felix Waske (* 28. Mai 1942 in Wien) ist ein zeitgenössischer österreichischer Maler.

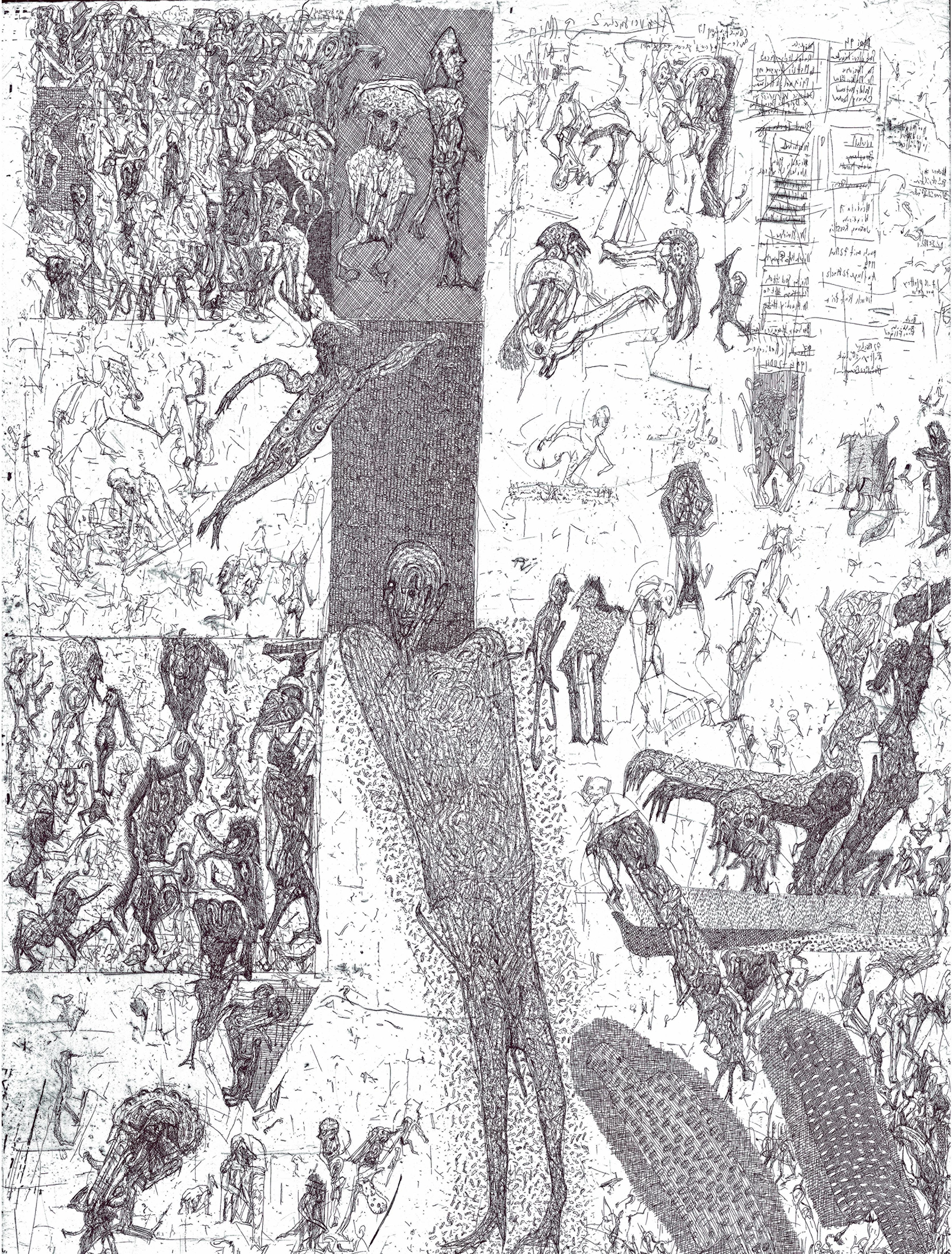
Radierung Nr. 3 (1994) aus "75 Radierungen 1994-2003"

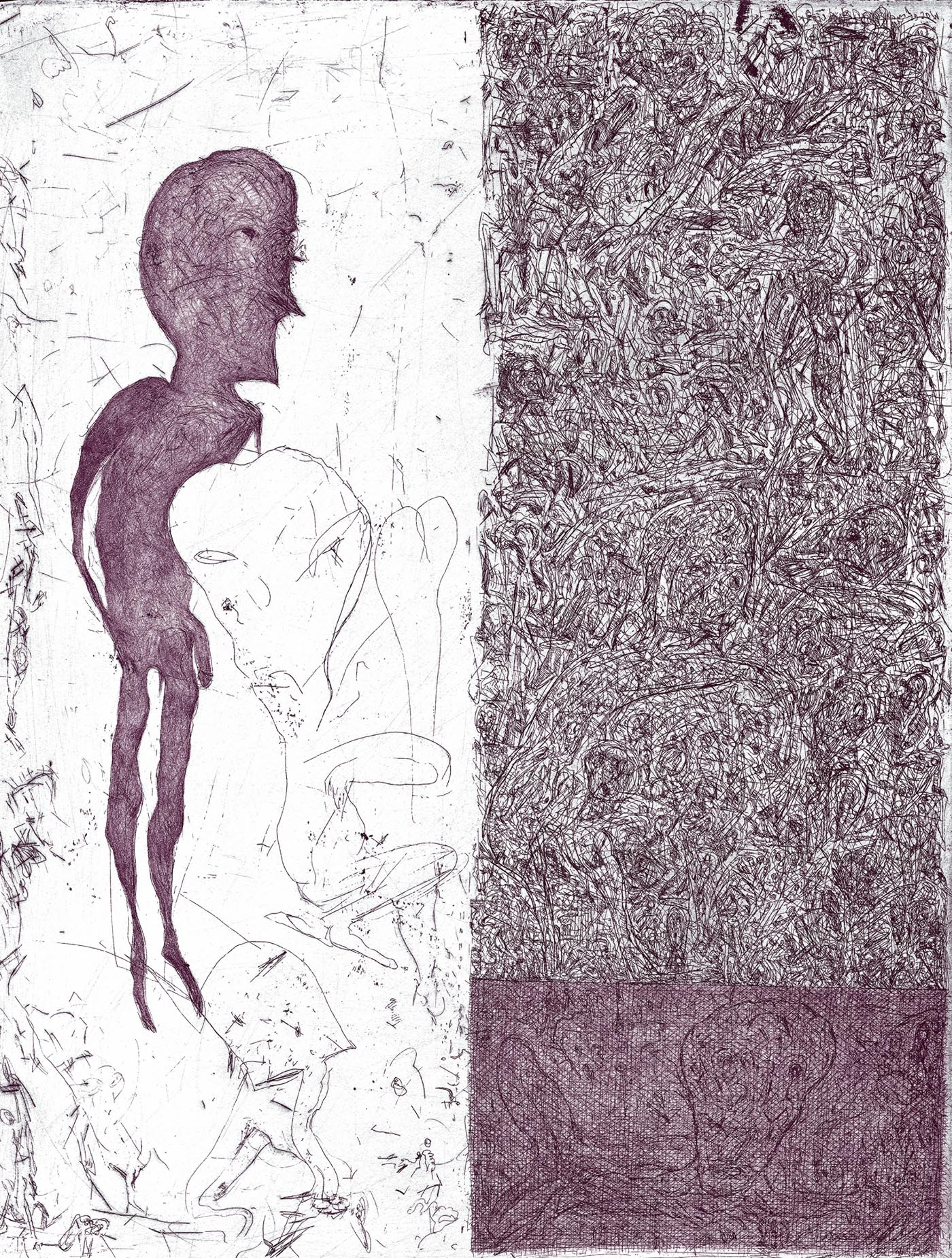
Radierung Nr. 69 (2003) aus "75 Radierungen 1994-2003"

## Leben
Die frühe Kindheit verbrachte Felix Waske in Tirol, die Schulzeit in Wien. Von 1958 bis 1967 studierte er an der Akademie für angewandte Kunst bei Eduard Bäumer und an der Akademie der bildenden Künste bei Max Weiler. Während des Studiums unternahm er Reisen nach Italien, Südfrankreich, Nordafrika und Griechenland. 1965 bekam er seinen ersten Fotoapparat, begann zu fotografieren, anfangs in kleinem Rahmen, aber ohne Unterbrechung. Seit vielen Jahren ist die Fotografie ein wichtiger Bestandteil seines Betrachtens. 1967 fand die erste Ausstellung seiner Zeichnungen und Bilder statt, es folgten viele weitere.
1967 übersiedelte er mit Frau Rosemarie und Tochter Clea nach Ibiza, zehn Jahre später kehrte er nach Wien zurück, verbrachte aber jeden Sommer in Ibiza. Heute lebt und arbeitet er in Wien und Ibiza.

## Ausstellungen
Etwa 50 Einzelausstellungen, 55 Ausstellungsbeteiligungen, 15 Graphik Editionen.

### Einzelausstellungen (Auswahl)
- 1971 | 1973 | 1977 | 1978 | 1982 Galerie Brusberg, Hannover
- 1973 Galerie Ivan Spence, Ibiza
- 1975 Galerie Holeczek, Freiburg
- 1978 Galerie Ariadne, Wien
- 1978 | 1980 | 1983 | 1985 Galerie Yppen, Wien
- 1979 Galerie Schloss Rosenheim, Zell am See
- 1979 Galerie International, Stockholm
- 1979 Kunstschau in der Böttcherstraße, Bremen
- 1980 Galerie Wendelin Niedlich, Stuttgart
- 1980 | 1983 Galerie Infeld, Wien
- 1981 | 1984 Galerie Welz, Salzburg
- 1982 Galerie Maerz, Linz
- 1984 Kastrupgardsamlingen, Kopenhagen
- 1987 Galerie Terbrüggen, Sinsheim
- 1988 Galerie Stübler, Hannover
- 1999 galerie pro arte, Freiburg
- 1993 Wilhelm-Hack-Museum, Ludwigshafen
- 1993 Kunstverein Göttingen
- 1997 Galerie Van der Voort, Ibiza
- 2000 Galerie Thurnhof, Horn
- 2005 Museo de Arte Contemporaneo de Ibiza, Hospitalet
- 2005-6 Hessisches Landesmuseum, Darmstadt
- 2006 Traklhaus, Salzburg
- 2014 Galerie Chobot, Wien
- 2017 Galerie Chobot, Wien

### Gruppenausstellungen (Auswahl)
- 1967 Galerie Nächst St. Stephan, Wien
- 1972 Galerie Ivan Spence, Ibiza, Haack, Waske, Zush
- 1979 Wotrubakirche, Wien
- 1980 Lumley Cazalet, London
- 1982 Galerie Infeld, Wien
- 1984 Kunsthaus Graz, Mythomanie
- 1985 Kunsthaus Graz, Innovativ
- 1991 Kunsthaus Graz, Augenweide
- 1992 Rathaus Wien, Zu Papier gebracht
- 1999 Museo del Arte Contemporaneo, Ibiza, L’art des 70
- 2005 Museo del Arte Contemporaneo, Ibiza, Daumunt paper
- 2008 Galerie mel contemporary, Wien, Bücher
- 2009 Espacio Micus, Ibiza, Leporellos
- 2010 Museum Liaunig, Neuhaus

### Graphik-Editionen (Auswahl)
- 1977 Working at Zein, Mappe mit 10 Radierungen
- 1980 Getrennte Eintragungen, Buch mit 49 Radierungen, Texte von Manfred Chobot
- 1994–2003 75 Radierungen, Gesamtauflage 30 Bücher, nummeriert 1–30. Gestaltet von Alois Gutmann, gedruckt von Kurt Zein, 2003.

## Werkverzeichnis
- Felix Waske – Radierungen 1966-1994. Ein Werkverzeichnis. Edition Braus, Heidelberg 1995, ISBN 3-89466-135-6.